# 穆拉迪耶清真寺
穆拉迪耶清真寺 (土耳其語：Muradiye Camii) 是一座16世纪的奥斯曼帝国清真寺，位于土耳其西南部的马尼萨镇。它由苏丹穆拉德三世委托，由帝国建筑师科查·米馬爾·希南设计。

## 历史
马尼萨穆拉迪耶清真寺于1583-1586年为奥斯曼苏丹穆拉德三世修建，以取代1571年穆拉德担任马尼萨总督时修建的早期小型清真寺。清真寺由科查·米馬爾·希南设计，但由建筑师马哈茂德·哈利夫（Mahmud Halife）建造，直到他去世，然后从1586年1月起由建筑师赛德夫哈尔·穆罕默德阿迦建造，他后来设计了伊斯坦布尔的蘇丹艾哈邁德清真寺。 1584年，苏丹从威尼斯订购了150盏穆拉诺油灯，可能是为这座清真寺使用。相关的伊斯兰学校和客栈直到1590年后才竣工。 在清真寺竣工后，希南和穆拉德三世都没有去马尼萨。

## 建筑
清真寺用砂岩建造，祈祷大厅上方，有一个中央圆顶和三个半圆顶。门廊上方有五个较小的圆顶，还有两个叫拜楼。室内装饰有伊兹尼克瓷砖。清真寺是一个更大的建筑群（库里耶）的一部分，包括伊斯兰学校和慈善厨房。1922年，希腊军队从马尼萨撤退时，马尼萨大部分历史建筑被摧毁，清真寺是为数不多的幸存建筑之一。慈善厨房现在是马尼萨博物馆。

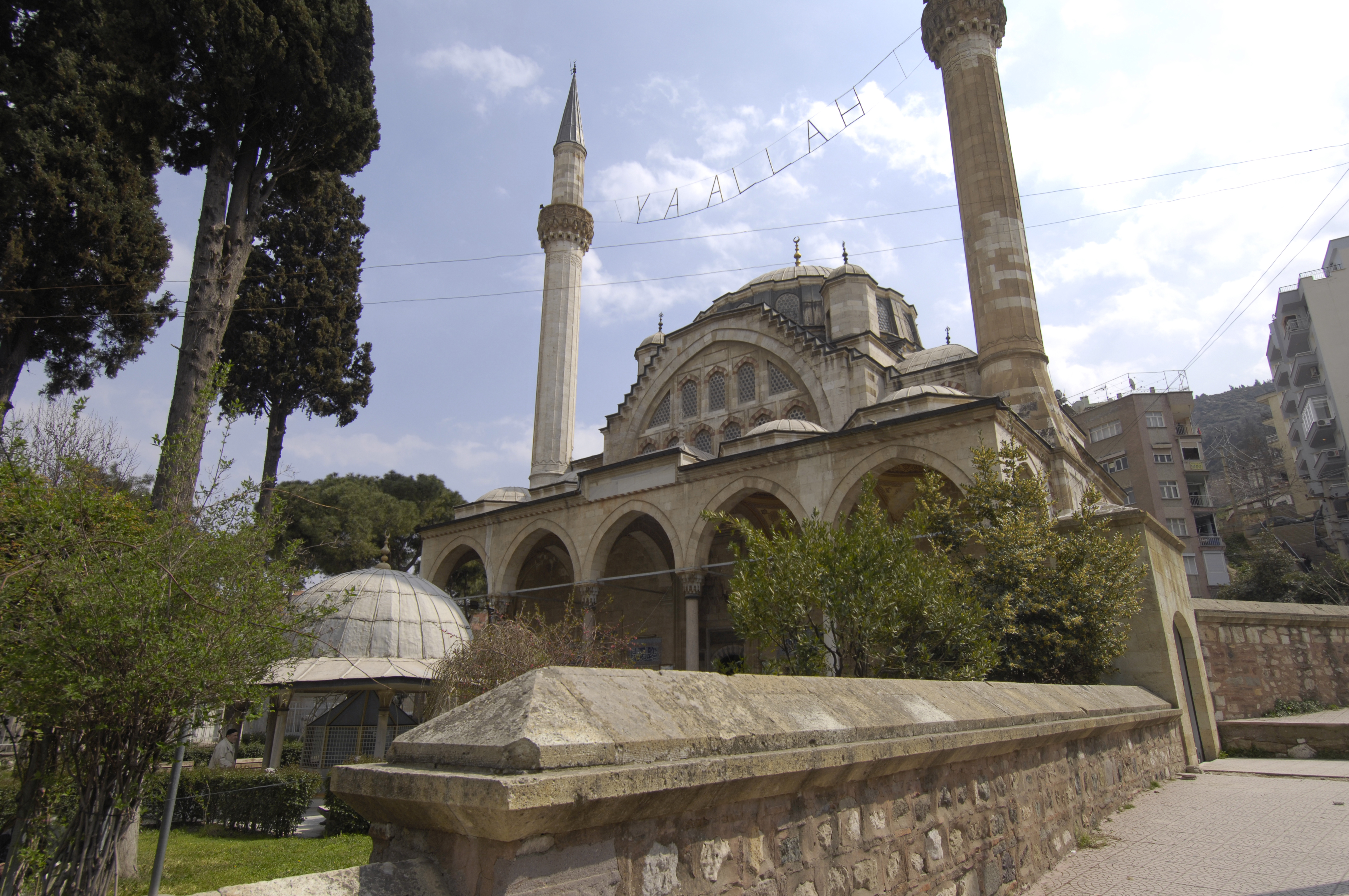
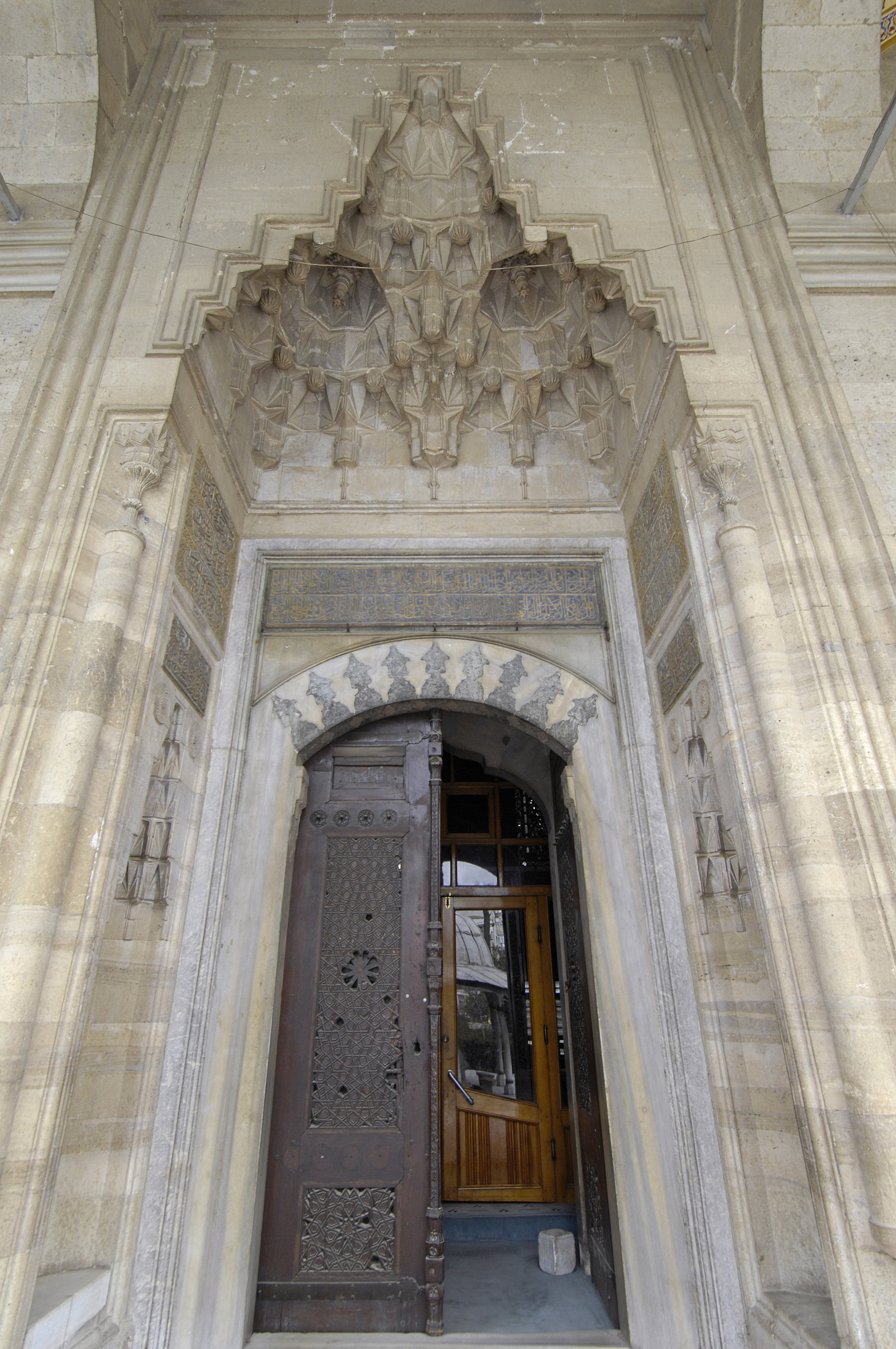
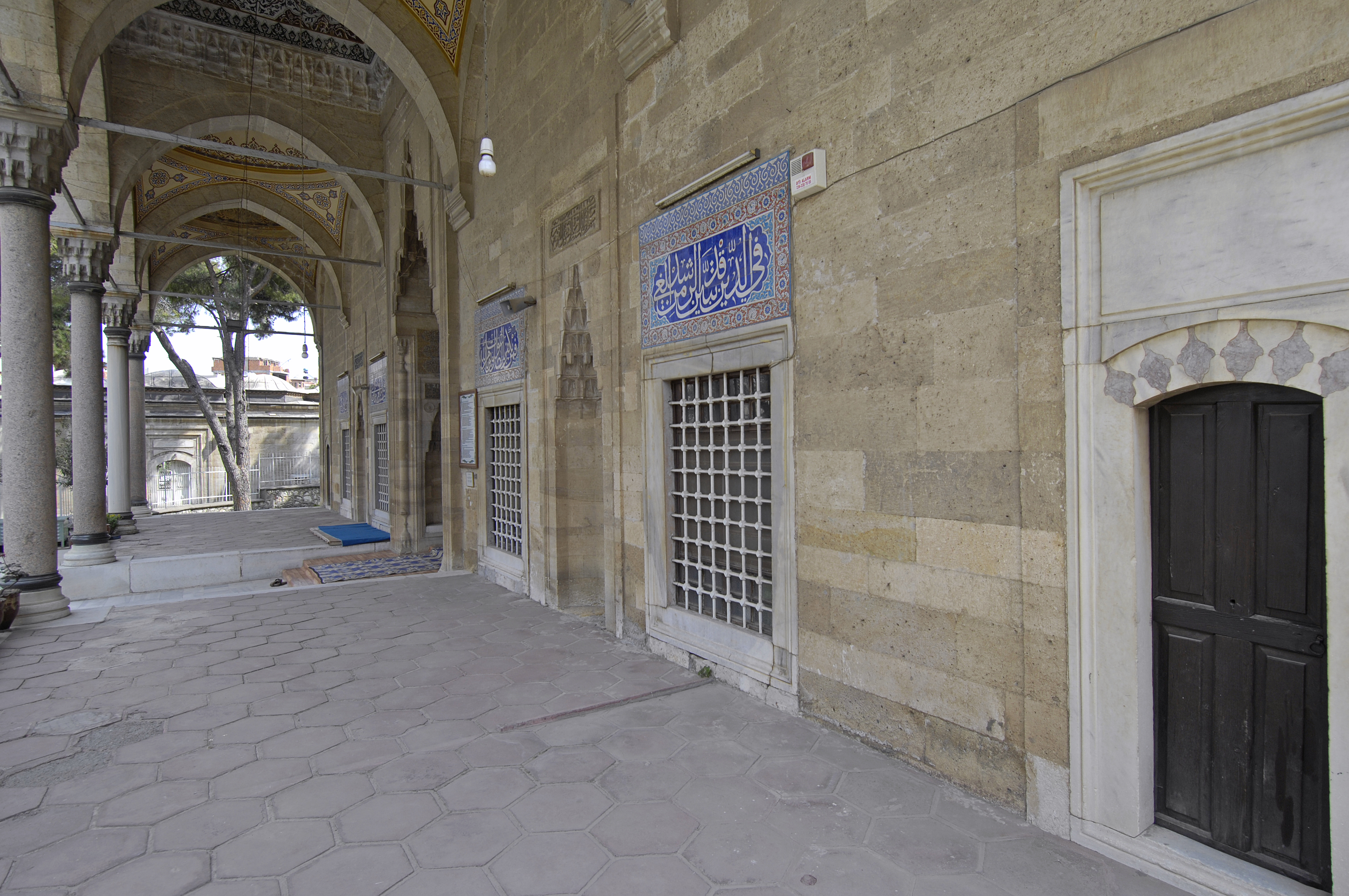
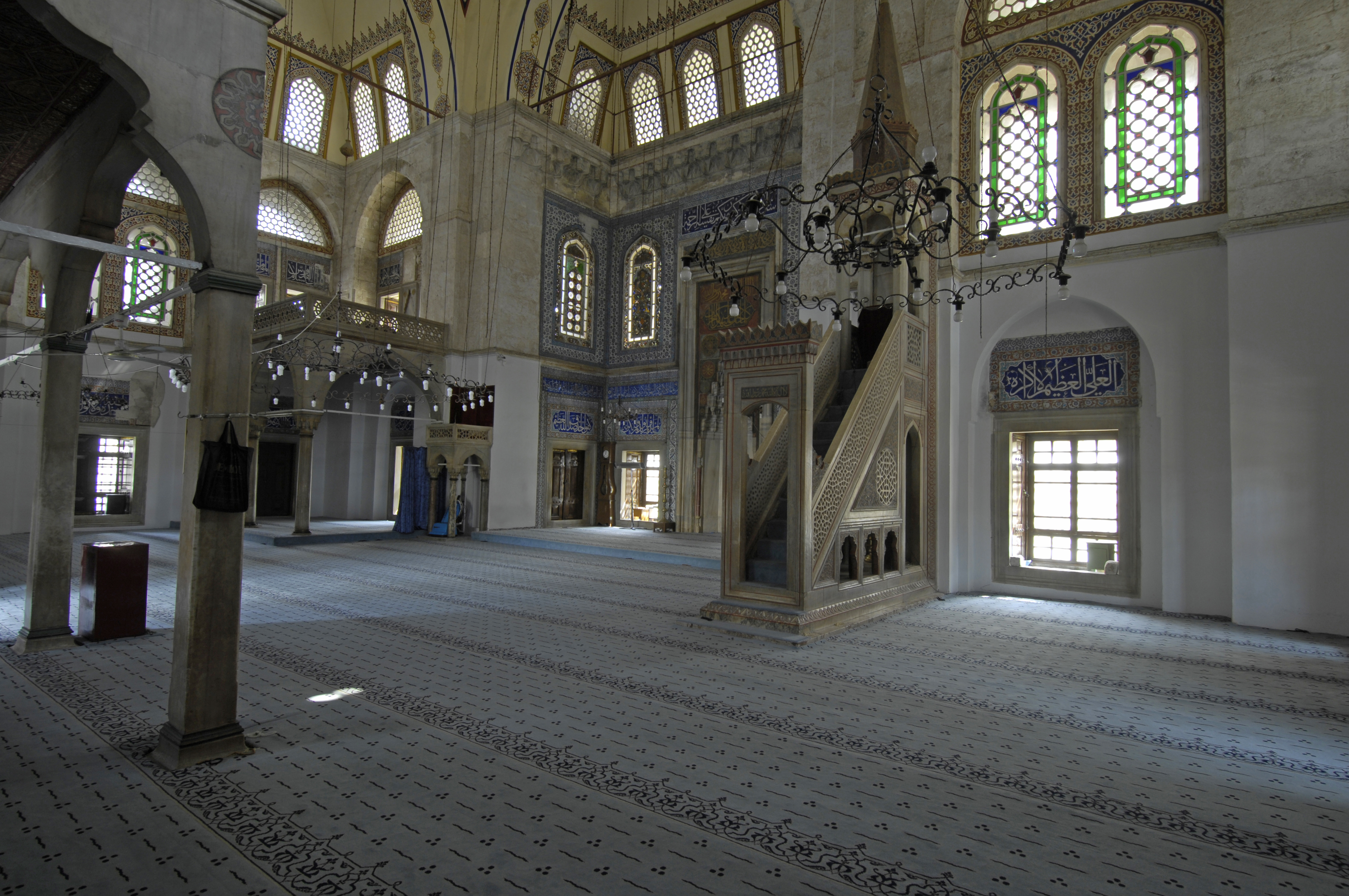
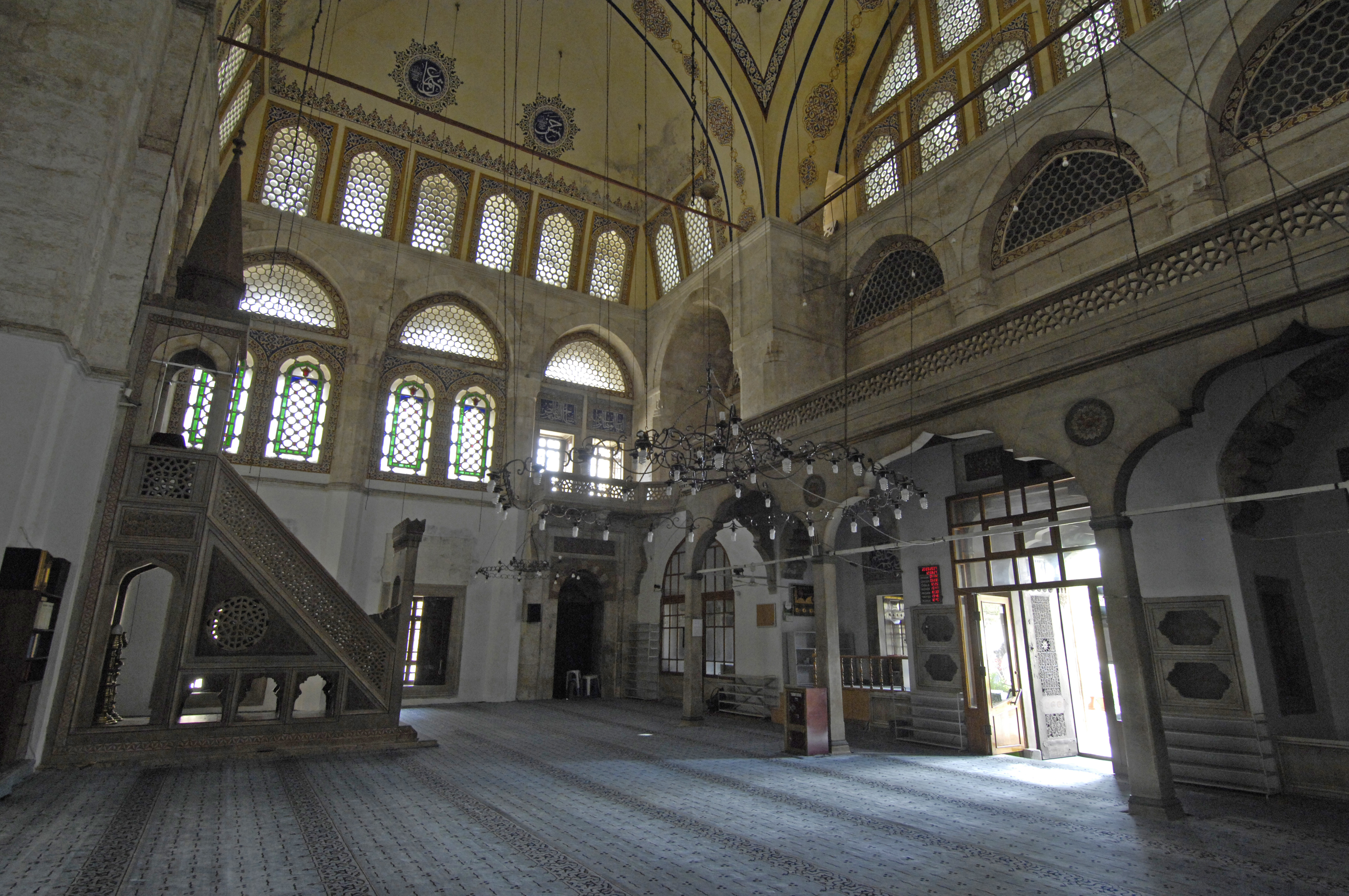
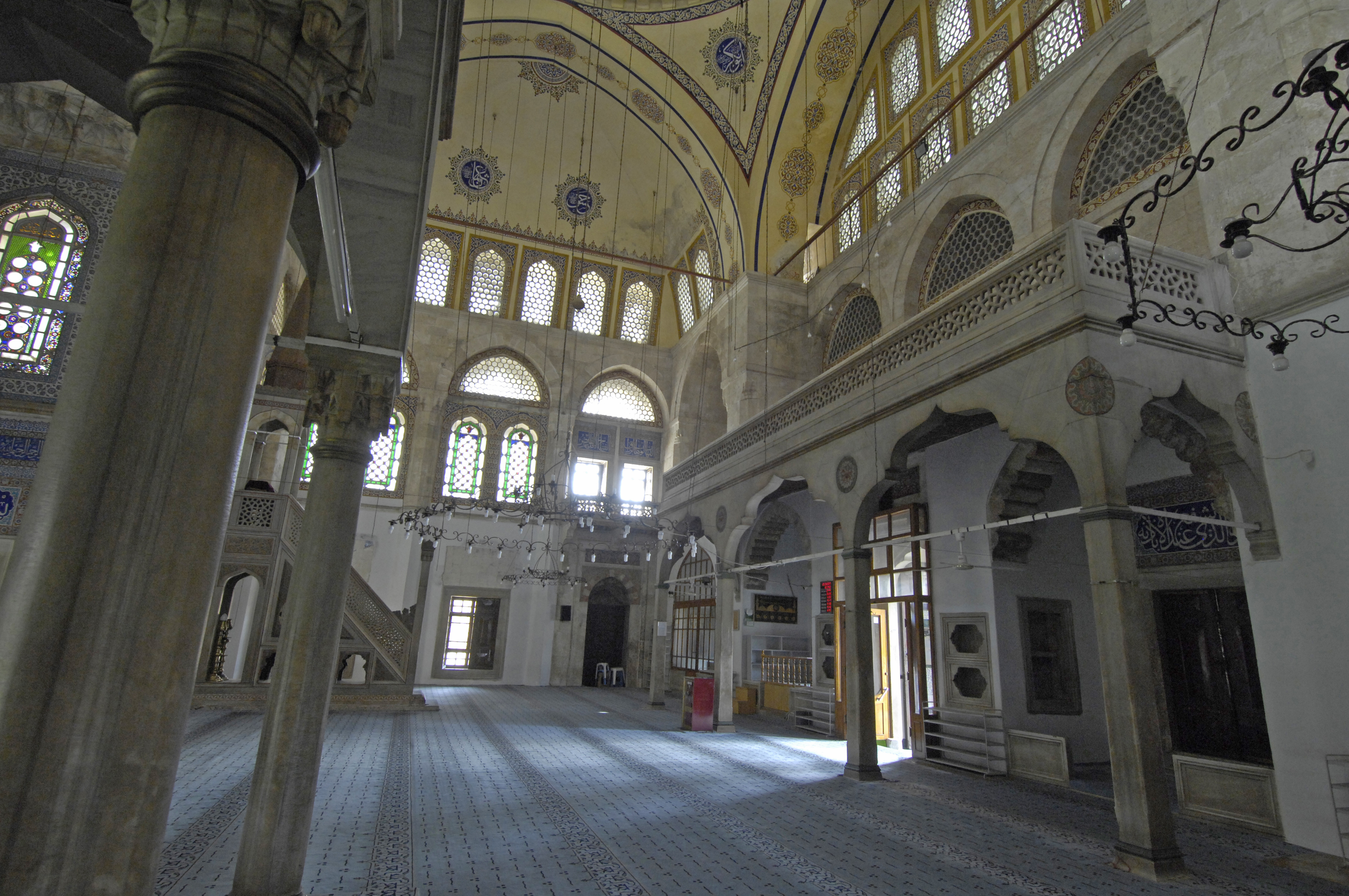
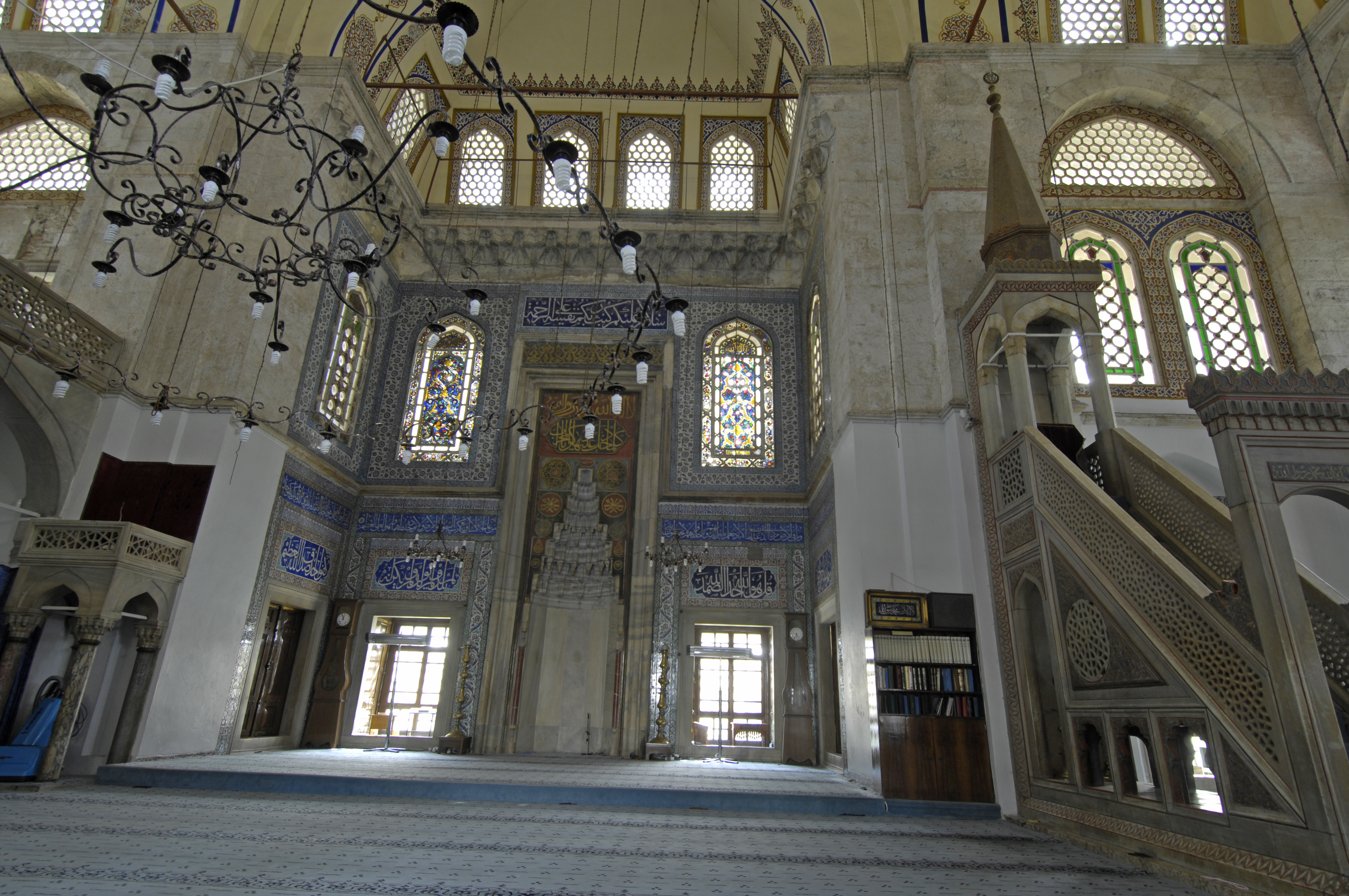
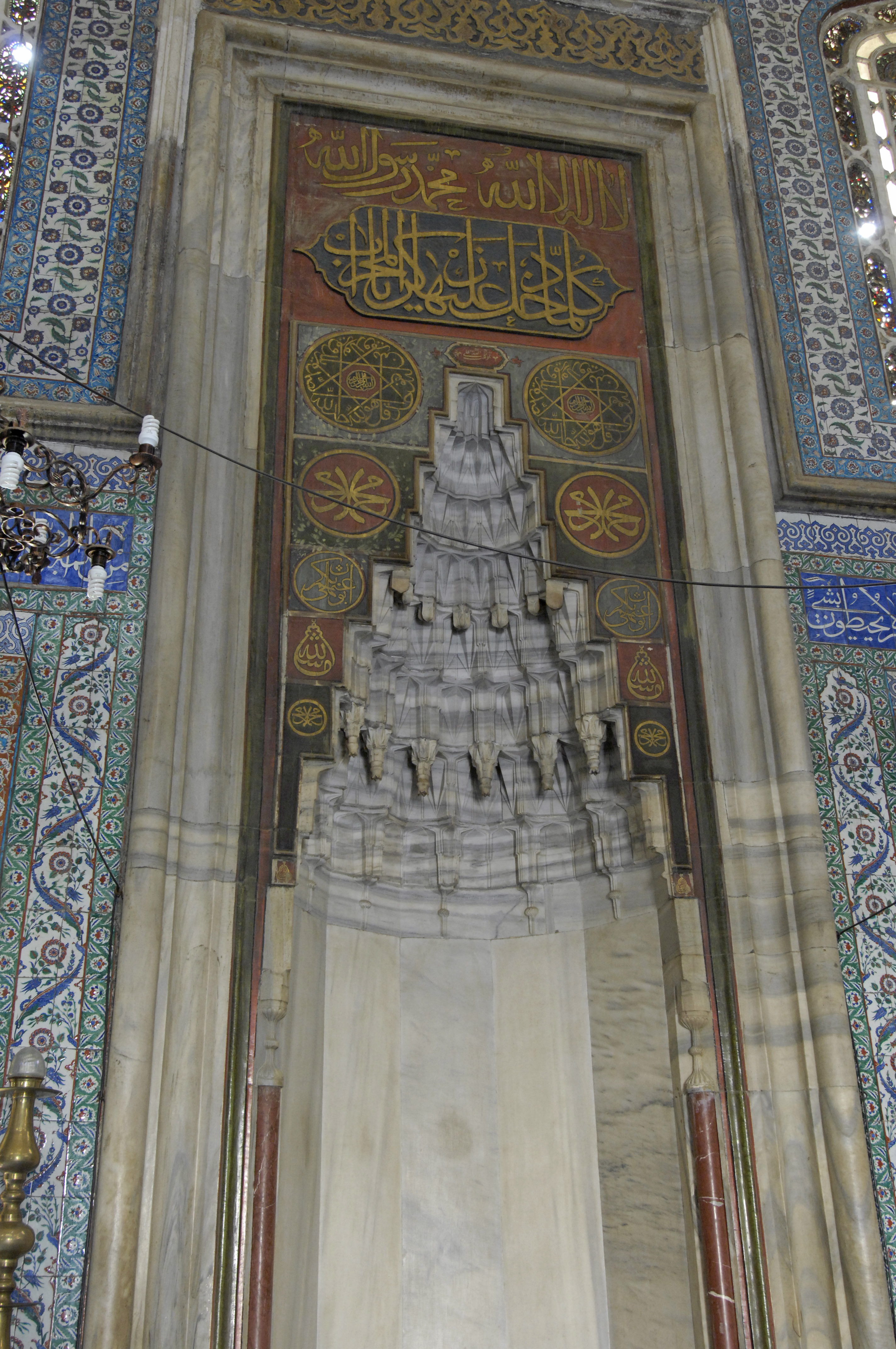
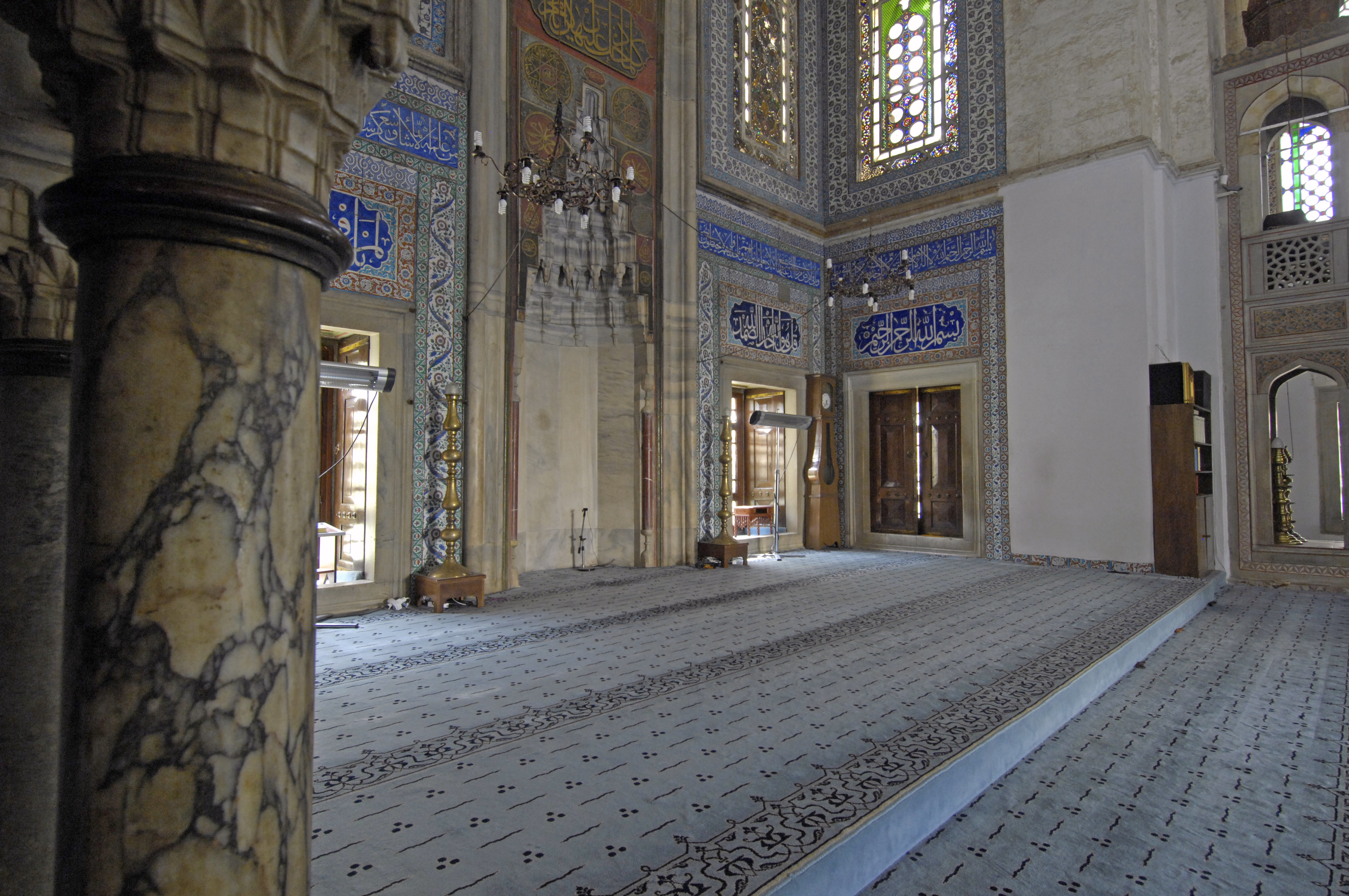
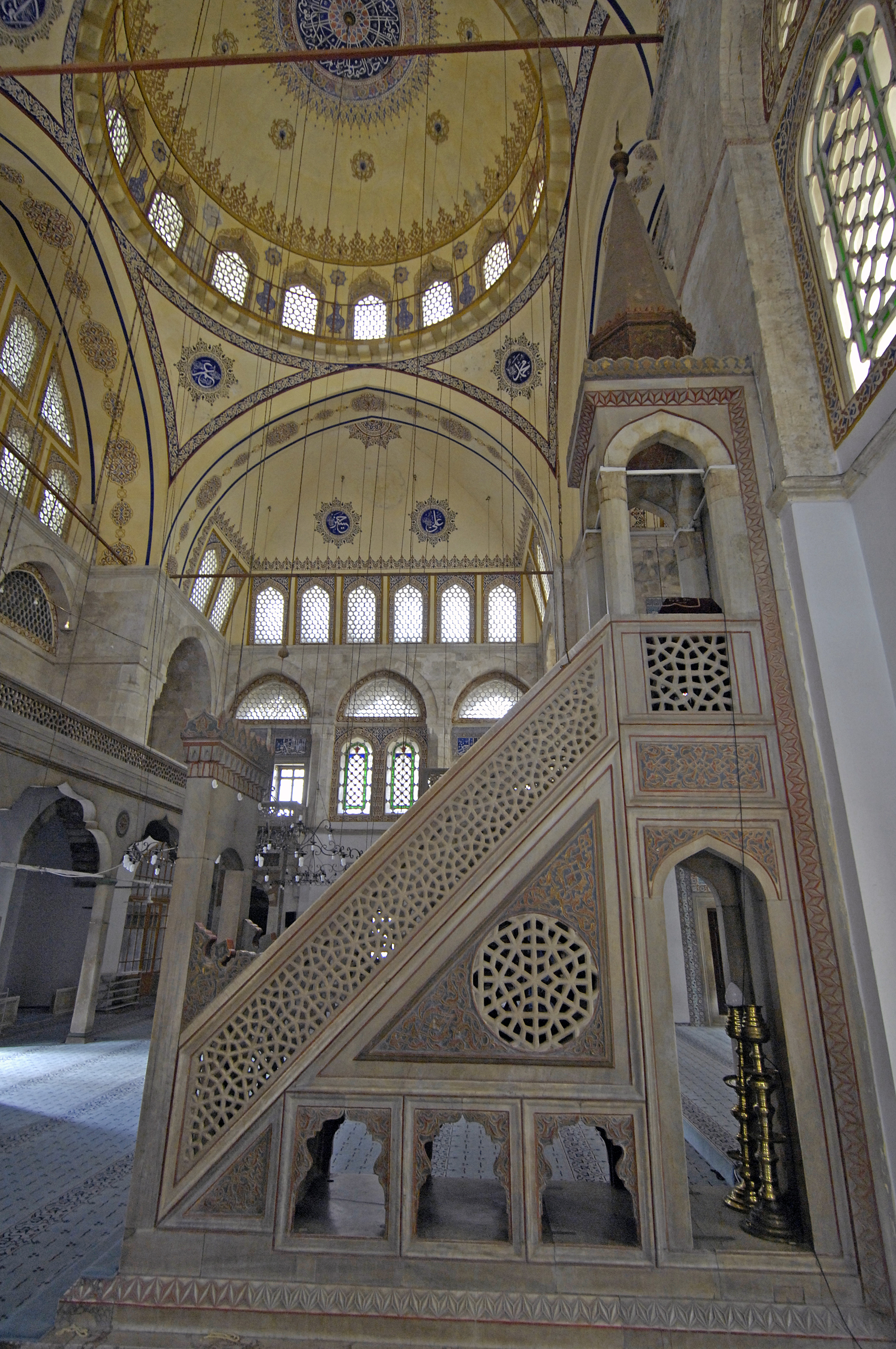
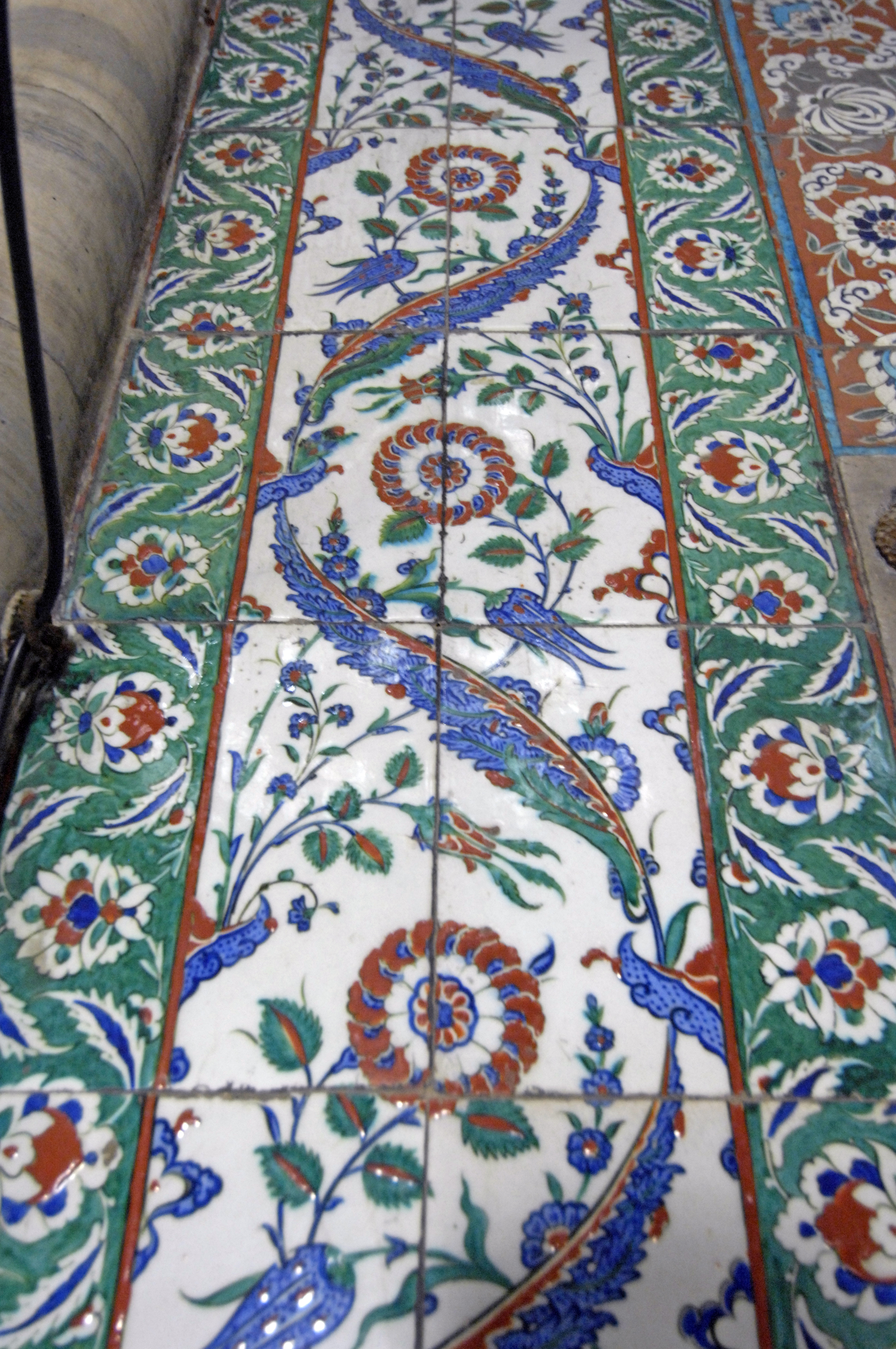
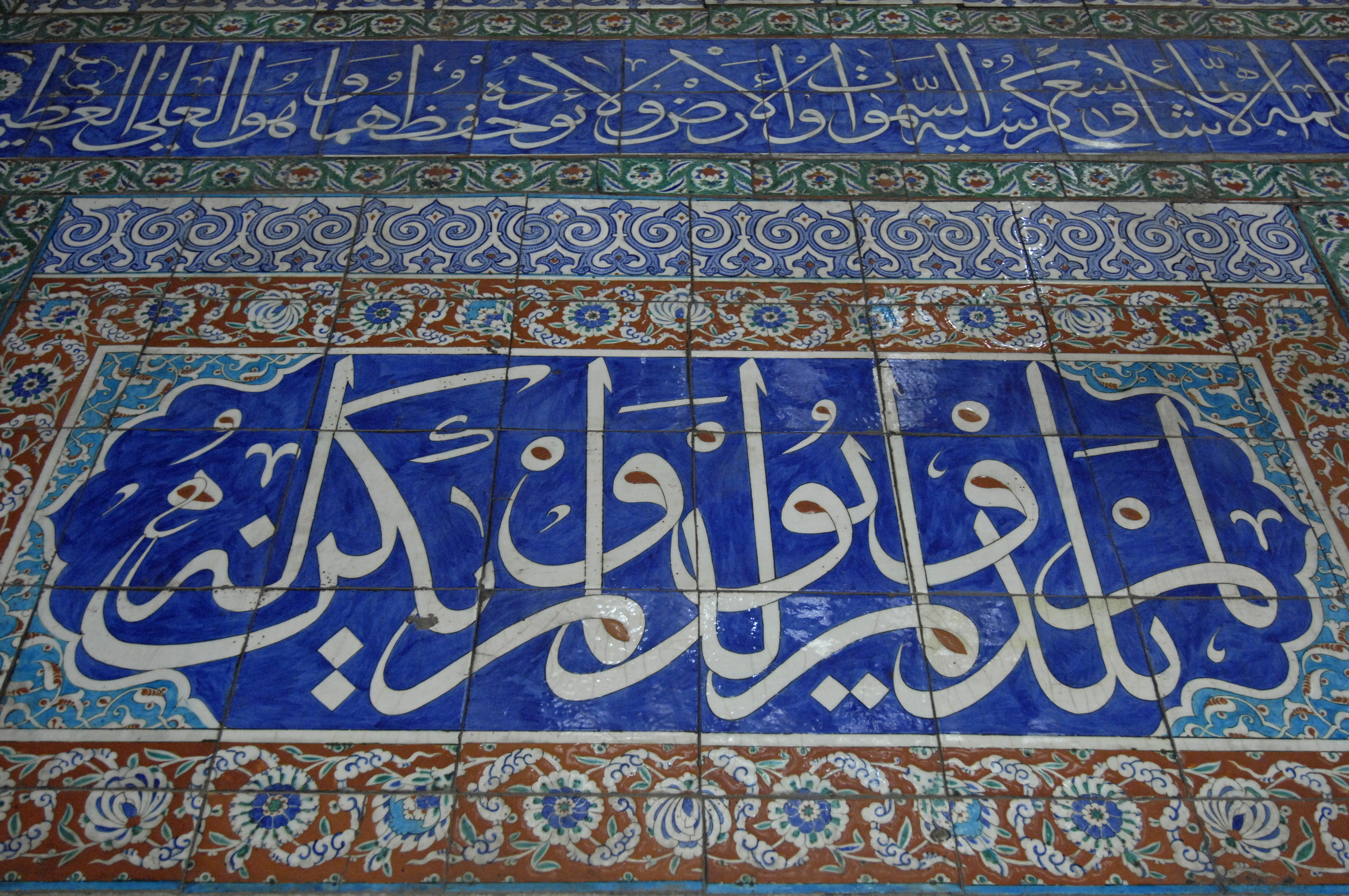
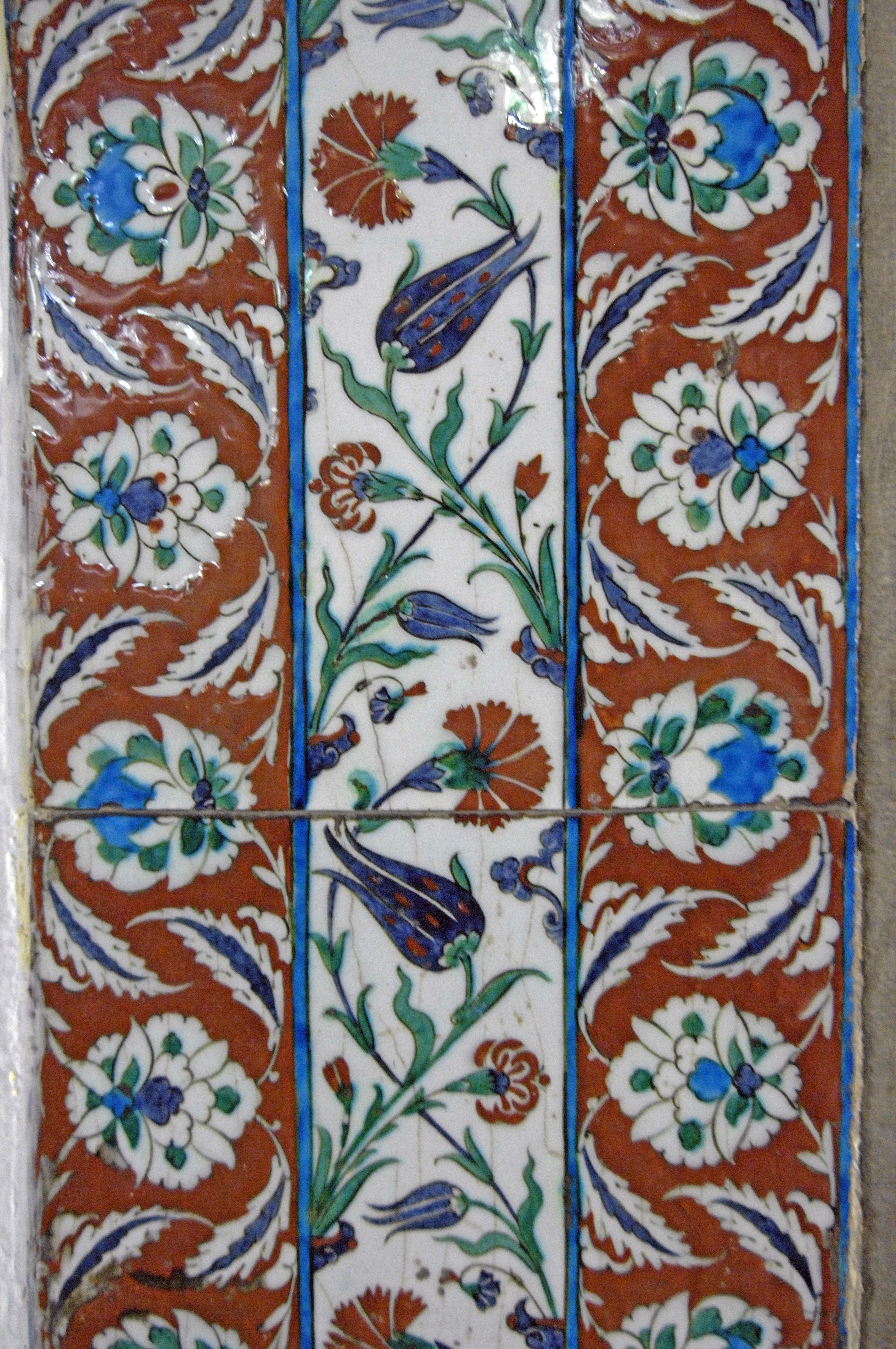
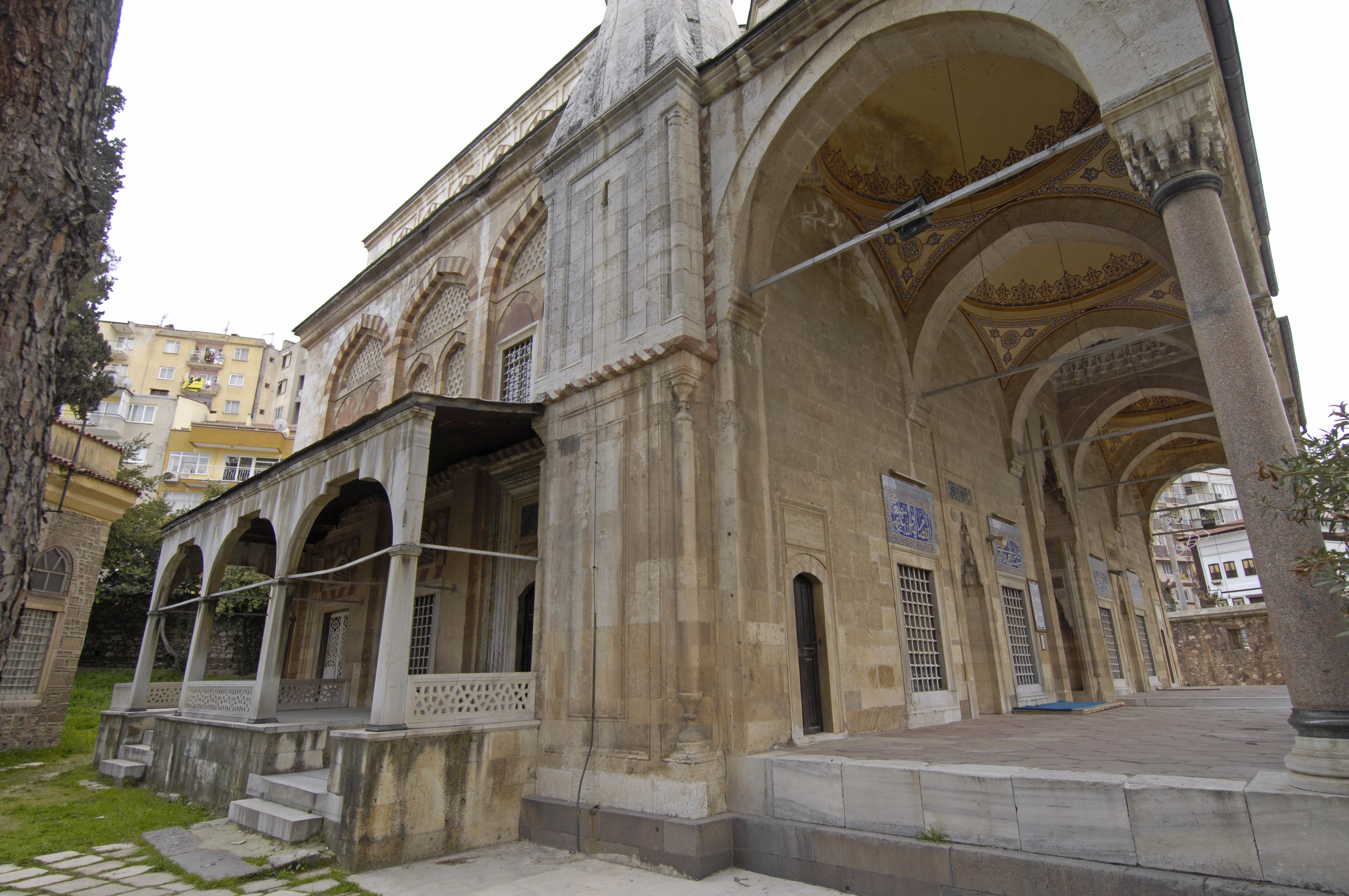